# Fancy
Fancy, vlastním jménem Manfred Alois Segieth, je německý zpěvák žánru italo disco, nejvíce populární byl v druhé polovině 80. let.

## Kariéra
Nejprve nahrával písně v německém schlager stylu pod jménem Tess Teiges, v roce 1984 měl již jako Fancy první hit s názvem Slice Me Nice. Je proslulý singly jako jsou Bolero (Hold Me in Your Arms Again), Lady of Ice, Chinese Eyes a Flames of Love. Mnoho z nich vzniklo při spolupráci se skladatelem a producentem Anthonym Monnem, který dříve dosáhl celosvětového úspěchu s francouzskou zpěvačkou Amandou Lear. Na jednom z Fancyho alb je coververze jejího hitu z roku 1976 Blood and Honey.
Roku 2008 vydal album Forever Magic. Hlavním singlem byla nová verze písně A Voice in the Dark, která se dříve objevila na albu All My Loving.
Také nazpíval v duetu s Lindou Jo Rizzo její novou píseň Stronger together, která vyšla v roce 2020.

## Koncerty v Česku
V roce 2009 vystoupil Fancy v Česku na festivalu Rock for People.

## Diskografie

### Alba
- 2008 – Forever Magic
- 2004 – Voices from Heaven (znovu vydané album Christmas in Vegas)
- 2001 – Locomotion
- 2000 – Strip Down
- 1999 – D.I.S.C.O.
- 1998 – Blue Planet (znovu vydané album Blue Planet Zikastar s bonusem)
- 1996 – Christmas in Vegas
- 1996 – Colours of Life
- 1995 – Blue Planet Zikastar
- 1991 – Six: Deep in My Heart
- 1990 – Five
- 1989 – All My Loving
- 1988 – Flames of Love
- 1986 – Contact
- 1985 – Get Your Kicks

### Kompilační alba
- 2018 – 30 Years - The New Best Of
- 2013 – The Original Maxi-Singles Collection
- 2013 – Another Side of Fancy – Part 1
- 2011 – Colours of the 80's
- 2010 – Fancy & Friends
- 2010 – Fancy 25th Anniversary Box (sada 5 CD – prvních 5 alb a bonusy)
- 2009 – I Love Fancy
- 2009 – Hit Collection
- 2009 – Disco Forever
- 2004 – Greatest Hits
- 2003 – Best Of … Die Hits auf Deutsch
- 2001 – Fancy for Fans
- 1998 – Best Of
- 1998 – Hit Party
- 1994 – It's Me (The Hits 1984–1994)
- 1991 – Hooked on a Loop (MC Promo)
- 1988 – Gold (Remix)
- 1988 – Gold

### Singly
- 2008 – A Voice in the Dark 2008
- 2003 – Hör den Bolero" (Promo Maxi-CD)
- 2002 – Pretty Woman
- 2001 – Na Na Na Na Hey Hey Hey Kiss Him Goodbye
- 2000 – Megamix 2000
- 2000 – Gimme a Sign
- 2000 – We Can Move a Mountain
- 1999 – How Do You Feel Right Now?
- 1999 – D.I.S.C.O. (Lust for Life)
- 1998 – Long Way to Paradise (Remix '99)
- 1998 – Come Back and Break My Heart
- 1998 – Slice Me Nice '98
- 1998 – Mega-Mix '98
- 1998 – Flames of Love '98
- 1998 – Flames of Love (znovuvydání)
- 1996 – Colours of Life
- 1996 – Deep Blue Sky
- 1996 – The Big Dust (Remix)
- 1995 – I Can Give You Love
- 1995 – Again & Again
- 1994 – Beam Me Up
- 1994 – Long Way to Paradise
- 1993 – Love Has Called Me Home
- 1993 – No Way Out
- 1991 – Fools Cry Rap
- 1990 – When Guardian Angels Cry
- 1989 – All My Loving/Running Man
- 1989 – Angel Eyes
- 1989 – No Tears
- 1988 – Fools Cry
- 1988 – Flames of Love
- 1987 – China Blue
- 1987 – Raving Queen
- 1987 – Latin Fire
- 1986 – Lady of Ice
- 1985 – Bolero (Hold Me in Your Arms Again)
- 1985 – Check It Out
- 1985 – L.A.D.Y O.
- 1984 – Get Lost Tonight
- 1984 – Chinese Eyes
- 1984 – Slice Me Nice